# Áed Dibchine
Áed Dibchine mac Senaig Dibig (mort vers 595 ?) est un roi de Leinster issu des Uí Máil une lignée du Laigin. Il est le premier roi de sa famille à détient la souveraineté sur le Leinster.

## Contexte
La Liste de Rois du Livre de Leinster mentionne un certain Áed Cerr mac Colmáin qui apparait comme lié généalogiquement avec les Uí Dúnlainge et de ce fait considéré comme un fils de Colmán Már mac Coirpre. Toutefois c'est Aed Dibchine qui est le roi à cette époque. La liste de rois du Livre de Leinster semble avoir été falsifiée au VIe siècle au profit des prétentions du grand sept des Ui Dunlainge ce qui ne permet pas d'avoir une vision claire de la successions royale dans le Leinster de cette époque
Ses fils furent Rónán Crach, un possible roi du Leinster héros potentiel du récit « Fingal Rónáin » (L'infanticide de Rónán); et Crimthann mac Áedo (mort en 633), un roi du Leinster

## Article lié
- Liste des rois de Leinster

## Sources primaires
- Livre de Leinster,Rig Laigin et Rig Hua Cendselaig sur CELT: Corpus of Electronic Texts at University College Cork
- Annales d'Ulster sur CELT: Corpus of Electronic Texts at University College Cork
- Annales de Tigernach CELT: Corpus of Electronic Texts at University College Cork

## Sources secondaires
- (en) T.W Moody, F.X. Martin, F.J. Byrne, A New History of Ireland IX Maps, Genealogies, Lists. A companion to Irish History part II, Oxford, Oxford University Press, 2011, 690 p. (ISBN 978-0-19-959306-4), p. 134 & 200 Kings of Leinster to 1171 & Kings of Osraige 842 -1176 p. 135 et 202
- (en) Francis John Byrne, Irish Kings and High-Kings, Dublin, Four Courts Press, 2001, 341 p. (ISBN 978-1-85182-196-9)
- (en) Charles-Edwards, T. M. (2000), Early Christian Ireland, Cambridge: Cambridge University Press,  (ISBN 0-521-36395-0)